# 劉志強 (警察)
劉志強，PDSM，前香港警務處助理處長，前機場保安有限公司行政總裁。

## 簡歷
大學時期，劉志強於香港中文大學聯合社工系修讀，於第三年出外實習，參與外展社會工作；於第四年實習，在懲教署院所感化青年。受到其擔任偵緝警員的父親所影響，他於1979年畢業後隨即投考加入香港警務處成為見習督察；其同屆中另外有5名畢業生投考加入香港警務處，當中包括警務處高級助理處長鄧厚江。
劉志強於香港警務處服務期間，早期駐守於長沙灣警署。1980年代中期，於督察職級期間，調任刑事情報科。1995年起，擔任九龍城分區指揮官。1996年起，擔任警察機動部隊教官，期間前往美國阿特蘭大參加保安隊伍；同年其後，被保送到澳洲雪梨澳洲警察管理學院深造高級警官行政課程。1997年起，調任毒品調查科。1998年，被保送到史丹福大學繼續攻讀一個行政課程。於總警司職級期間，出任刑事情報科主管，期間偵破了張子強及沙田馬場爆炸案；其後出任西九龍總區副指揮官。於2006年起，加入香港警察龍舟會首長隊；於2009年退休時，階至警務處助理處長。其後，劉志強加入機場保安有限公司管理層。
2013年3月1日，劉志強於跑步時開始發覺心臟不適，於3月3日與妻子外出用膳時，懷疑隱性冠心病發作，突然嘔吐及昏迷，由妻子將其送往聖德肋撒醫院接受搶救，手術後留在深切治療部接受觀察。

## 榮譽
- 香港警察卓越獎章（於2009年授勳）
- 香港警察榮譽獎章（於2000年授勳）